# Lepanthes benzingii
Lepanthes benzingii är en orkidéart som beskrevs av Carlyle August Luer. Lepanthes benzingii ingår i släktet Lepanthes och familjen orkidéer. Inga underarter finns listade i Catalogue of Life.